# Sepia esculenta
Sepia esculenta е вид главоного от семейство Sepiidae.

## Разпространение и местообитание
Видът е разпространен във Виетнам, Китай (Гуандун, Гуанси, Джъдзян, Дзянсу, Ляонин, Фудзиен, Хайнан, Хъбей, Шандун и Шанхай), Провинции в КНР, Северна Корея, Тайван, Филипини, Южна Корея и Япония (Кюшу, Хоншу и Шикоку).
Обитава крайбрежията и пясъчните дъна на морета. Среща се на дълбочина от 62 до 82 m, при температура на водата около 23,3 °C и соленост 34,3 ‰.